# 井上大佑
井上大佑（日语：／ Inoue Daisuke，1940年5月10日—），原名井上裕輔，出生於日本大阪府大阪市，卡拉OK（KTV）的發明者。
1971年，井上大佑發明了全世界第一部卡拉OK機。這一部卡拉OK機是由麥克風、擴音器和投幣箱組合而成。卡拉OK機在酒廊推出初期反應冷淡，其後井上大佑和他的朋友假裝顧客，引起了其他顧客的注意，自此卡拉OK變得受歡迎起來。
但是，井上大佑沒有因此而發達，因為他當時沒有為卡拉OK申請專利，損失了大量的專利費。
1999年，他被《時代週刊》選為「二十世紀最有影響力的亞洲人」之一，當中還包括毛澤東、甘地。《時代週刊》對他的評價是「如果毛澤東和甘地改變了亞洲的白天，井上大佑則改變了亞洲的夜晚」。
2004年，他獲得搞笑諾貝爾和平獎，這是由於他「向人類提供了互相寬容諒解的工具」。